# Rena (судно)
Rena — судно-контейнеровоз класса Panamax, принадлежащее пароходству Daina Shipping Co., через оператора Costamare сдано в аренду в Mediterranean Shipping Company. Ходило под либерийским флагом. Порт приписки — Монровия.

## История
Судно было построено под заводским номером 247 на верфи Howaldtswerke-Deutsche Werft AG в Киле (Германия). Закладка киля судна состоялась 4 октября 1989 г. 1 апреля 1990 г. было построено и введено в эксплуатацию под названием Zim America, под израильским флагом израильской компанией Zim Integrated Shipping Services. Позднее эксплуатировалось под названием Andaman Sea под мальтийским флагом, прежде чем превратиться в Rena под либерийским флагом.

## Авария у берегов Новой Зеландии
37°32′25″ ю. ш. 176°25′45″ в. д. 

5 октября 2011 судно с осадкой 9,60 м, следуя из Нейпира в Тауранга на восточном побережье новозеландского Северного острова, наскочило на расположенный примерно в 20 км от Тауранга в заливе Пленти риф (Astrolabe Reef). Все находившиеся на борту 25 членов экипажа были эвакуированы.
На борту судна было примерно 2100 контейнеров с древесиной, молочным порошком, мясом и рыбой. Кроме того, на борту было примерно от 1500 до 2000 т мазута, часть которого вытекла. 11 октября 2011 г. новозеландский министр окружающей среды Ник Смит (Nick Smith) назвал утечку мазута «самой ужасной природной катастрофой» в истории своей страны.
В ночь на 8 января 2012 г. аварийный сухогруз разломился на две части, и множество контейнеров разбросало на значительном удалении от судна, а часть из них, в том числе с молочным порошком, выбросило на берег. 10 января кормовая часть судна затонула.
В мае 2021 года капитан и штурман «Рены» были приговорены новозеландским судом к 7 месяцам заключения каждый.